# اکریسون پیکتوم
اکریسون پیکتوم یک گونه سوسک از خانوادهٔ سوسک‌های شاخک‌دراز و از زیرخانوادهٔ شاخک‌درازیان است. بیتس در سال ۱۸۷۰ این گونه را توصیف و بررسی کرده است. این گونه در گویان فرانسه, شمال غربی برزیل, اکوادور و بولیوی یافت شده است.